# Hearne (Texas)
Hearne es una ciudad situada en el condado de Robertson, Texas, Estados Unidos. Tiene una población estimada, a mediados de 2023, de 4535 habitantes.

## Geografía
La localidad está ubicada en las coordenadas 30°52′37″N 96°35′43″O / 30.87694, -96.59528. Según la Oficina del Censo, tiene una superficie total de 10.68 km², de los cuales 10.67 km² corresponden a tierra firme y 0.01 km² están cubiertos de agua.

## Demografía
Según el censo de 2020, en ese momento la localidad tenía una población de 4544 habitantes. La densidad de población era de 425.87 hab./km².
| Raza                   | Núm. | Porc.   |
| ---------------------- | ---- | ------- |
| Afroamericanos         | 1768 | 38.91%  |
| Blancos                | 1406 | 30.94%  |
| Amerindios             | 39   | 0.86%   |
| Asiáticos              | 10   | 0.22%   |
| Isleños del Pacífico   | 6    | 0.13%   |
| De otras razas         | 809  | 17.80%  |
| De una mezcla de razas | 506  | 11.14%  |
| Total                  | 4544 | 100.00% |

Del total de la población, el 39.30% eran hispanos o latinos de cualquier raza.